# Paul Brousse
Paul Brousse (Francouzsky: [bʁus]; 23. ledna 1844 – 1. dubna 1912) byl francouzský socialista, anarchista a vůdce skupiny possibilistů. Byl také aktivním členem Jurské federace, sekce První internacionály, umístěné v severozápadní části Švýcarska a Alsaska. Společně s anarchistou Petrem Kropotkinem pomáhal editovat Bulletin de la Fédération Jurassienne. Byl v kontaktu s dalším anarchistou Gustavem Brocherem, kterého značně ovlivnil. Dále Brousse pomáhal publikovat bulletin Jamese Guillaumea.

## Životopis
Paul Brousse studoval medicínu a v mládí cestoval do Barcelony. Přidal se k První internacionále a účastnil se Ženevského kongresu v září 1873. Viděl anarchismus jako jediný možný způsob organizace svobodné společnosti. V březnu 1877 se zúčastnil demonstrace v Bernu, která byla vzpomínkovou akcí na Pařížskou komunu. Demonstrace skončila pouličními boji. Brousse byl následně odsouzen na jeden měsíc do vězení. 15. dubna 1879 byl znovu odsouzen na další dva měsíce a vyhoštěn ze Švýcarska kvůli publikování článku L'Avant-Garde, který legitimizoval jednání anarchistů jako jsou Giovanni Passannante, Juan Oliva Moncasi, Max Hödel a Karl Nobiling. Brousse se vrátil do Francie a stal se členem Francouzské strany pracujících (POF) a po jejím rozštepění vstoupil do Federace francouzských socialistických dělníků (FTSF). která je také známá jako hnutí possibilistů.